# Irische Badmintonmeisterschaft 2014
Die Irische Badmintonmeisterschaft 2014 fand vom 1. bis zum 2. Februar 2014 in Dublin statt.

## Medaillengewinner
| Disziplin    | Gold                           | Silber                       | Bronze                           |
| ------------ | ------------------------------ | ---------------------------- | -------------------------------- |
| Herreneinzel | Jonathan Dolan                 | Joshua Magee                 | Stuart Lightbody                 |
| Herreneinzel | Jonathan Dolan                 | Joshua Magee                 | Liam O’Leary                     |
| Dameneinzel  | Chloe Magee                    | Rachael Darragh              | Norma Mcintyre                   |
| Dameneinzel  | Chloe Magee                    | Rachael Darragh              | Jennie King                      |
| Herrendoppel | Jonathan Dolan Sam Magee       | Ciaran Chambers Ryan Stewart | Tony Murphy Tony Stephenson      |
| Herrendoppel | Jonathan Dolan Sam Magee       | Ciaran Chambers Ryan Stewart | Joshua Magee David Walsh         |
| Damendoppel  | Caroline Black Sinead Chambers | Rachael Darragh Jennie King  | Caitriona Farrell Norma Mcintyre |
| Damendoppel  | Caroline Black Sinead Chambers | Rachael Darragh Jennie King  | Ciara O’Connor Gemma Tobin       |
| Mixed        | Sam Magee Chloe Magee          | Tony Murphy Jennie King      | Ciaran Chambers Sinead Chambers  |
| Mixed        | Sam Magee Chloe Magee          | Tony Murphy Jennie King      | Eddie Cousins Caitriona Farrell  |